# Kemijska tvar
Kemijska tvar je oblik postojanja materije koja se sastoji od atoma. Danas je poznato oko 17 milijuna različitih tvari. Svaka tvar ima posebna svojstva po kojima se razlikuje od drugih tvari kao primjerice: boja, miris, gustoća ili temperatura tališta i temperatura vrelišta. 

## Vanjske poveznice
- Kemikalije Hrvatska tehnička enciklopedija, portal hrvatske tehničke baštine. LZMK